# Bassano in Teverina
Bassano in Teverina – miejscowość i gmina we Włoszech, w regionie Lacjum, w prowincji Viterbo.
Według danych na rok 2004 gminę zamieszkiwały 1133 osoby, gęstość zaludnienia wynosiła 94,4 os./km².